# الخنيزر
الخنيزر قبيلة بدوية تقع مضاربها إلى الجنوب من مدينة بيسان، وتبعد عنها 10 كم. وتنخفض 200 م عن سطح البحر، تبلغ مساحة أراضيها 3,107 دونمات، وتحيط بها أراضي الفاطور والصفا والحمراء.

## التاريخ

### الانتداب البريطاني
كانت القرية تقع في رقعة مستوية من الأرض، في الجانب الغربي من قرية الزراعة التي تقلص حجمها بعد أقامة مستعمرة طيرت تسفي اليهودية في سنة 1937. وكانت طريق أخرى تربطها بطريق بيسان- أريحا العام، كما كانت طرق فرعية أخرى تربطها بالقرى المجاورة. وكانت الخنيزير في البدء مضربا موسميا للبدو الرحل، الذين استوطنوا المكان فيما بعد على مدار السنة. وكانت منازلهم سواء المبنية بالطوب أو الخيام، مبعثرة على مساحة واسعة. وكان سكانها جميعهم من المسلمين، ويتزودون المياه من ينابيع تقع إلى الشمال والجنوب الشرقي من الموقع، للاستخدام المنزلي ولري المزروعات. وكانوا يزرعون الفاكهة والخضروات والحبوب. في 1944\1945 كان ما مجموعه 18 دونما مخصصا للحمضيات والموز و 256 دونما للحبوب و 1658 دونما مرويا أو مستخدما للبساتين.
تم استخدام أراضى أهالي بلدة الخنيزر المزروعة بالبساتين المروية الذي بلغ عدد مستخدميها 1.658 فلسطيني و701 يهودي، والاراضى المزروعة بالحمضيات بلغ عدد مستخدميها 18 نسمة، أما الاراضى المزروعة بالحبوب بلغ عدد مستخدميها 256 فلسطيني و299 يهودي، والاراضى التي صالحة للزراعة بلغ عدد مستخدميها 1.932 فلسطينى و1.000 يهودي، والاراضى الفقيرة بلغ عدد مستخدميها 175 فلسطيني.

### النكبة
احتلت بلدة الخنيزر من قبل الاحتلال الصهيوني بتاريخ 20 ايار، 1948وكانت تبعد من مركز المحافظة 10 كم جنوب بيسان، حيث قامت عملية عسكرية ضد أهالي تلك القرية بزعامة جديون، وكانت الكتيبة المنفذة للعملية العسكرية جولاني، ووصل التدمير إلى أن دمرت بالكامل. ويرجع سبب نزوح أهالي تلك البلدة إلى نتيجة لإحتلال أو نزوح سكان بلدة مجاورة، وتم تطهيرها عرقيا بالكامل.

### القرية اليوم
لم يبق من معالمها سوى مقبرة على تل أبو الفرج إلى الشمال من الموقع. وثمة شمالي الموقع وغربيه ينابيع عيون أم الفرج ونبع الخنازير. وتغطي أشجار النخيل معظم موقع القرية والأراضي المحيطة به.
أنشئت مستعمرة طيرت تسفي على أراضي قريتي الخنيزير والزراعة في سنة 1937 على يد مهاجرين أوروبيين.

## السكان
قدر عدد سكانها عام 1922 (83) نسمة، وفي عام 1945 بلغ (260) نسمة. قامت العصابات الصهيونية بهدم القرية وتشريد أهلها البالغ عددهم في عام 1948 (302) نسمة. وكان ذلك في 20 مايو 1948. وبلغ مجموع اللاجئين من هذه القرية في عام 1998 حوالي (1582) نسمة.

## وصلات خارجية
- صفحة القرية في موقع فلسطين في الذاكرة